# Соляники
Соля́ники — село в Україні, у Білопільській міській громаді Сумського району Сумської області. Населення евакуйовано. До 2018 орган місцевого самоврядування — Іскрисківщинська сільська рада.

## Географія
Розташоване за 3 км від витоків річки Волфа. За пів кілометра розташоване село Новоіванівка.
Поруч пролягає залізниця, станція 308 км (зупинний пункт), закрита у 2024 році.

## Історія
Соляники засноване хорунжим білопільської сотні Соляником П. в 1760 році як хутор в три хати. Поряд було ще ряд хуторів: Соханів, Заріцкий та інші, всього — 5. Навіть сьогодні в Соляниках 5 кладовищ.
За даними на 1864 рік на казенному хуторі Соляників Прорубської волості Сумського повіту Харківської губернії мешкала 57 осіб (23 чоловічої статі та 34 — жіночої), налічувалось 7 дворових господарств.
Відомо, що в Соляниках проживав поміщик, який емігрував у Канаду. Вже в 1991 році його потомки через ін'юрколегію Радянського Союзу (СРСР) просили повернути їм маєток прадіда. На превеликий жаль ніхто з старожилів ні сьогодні, ні 20 років тому не пам'ятають нічого про маєток. Мовчать і архіви поки що. Відомо що навколо хуторів у ХІХ ст. було 9 вітряків. Перша артіль, ім. Леніна, була організована весною 1931 року.
Село постраждало внаслідок геноциду українського народу, проведеного урядом СРСР 1923–1933 та 1946–1947 роках.
До 1972 року село входило до Новоіванівської сільради в складі колгоспу ім. Жданова. У 1970–1990 роки в селі були ферми для ВРХ на 500 голів.
12 червня 2020 року, відповідно до розпорядження Кабінету Міністрів України № 723-р «Про визначення адміністративних центрів та затвердження територій територіальних громад Сумської області», село увійшло до складу Білопільської міської громади.
19 липня 2020 року, в результаті адміністративно-територіальної реформи та ліквідації Білопільського району, село увійшло до складу новоутвореного Сумського району.